# Tarenna nilagirica
Tarenna nilagirica là một loài thực vật thuộc họ Rubiaceae. Đây là loài đặc hữu của Ấn Độ.

## Hình ảnh

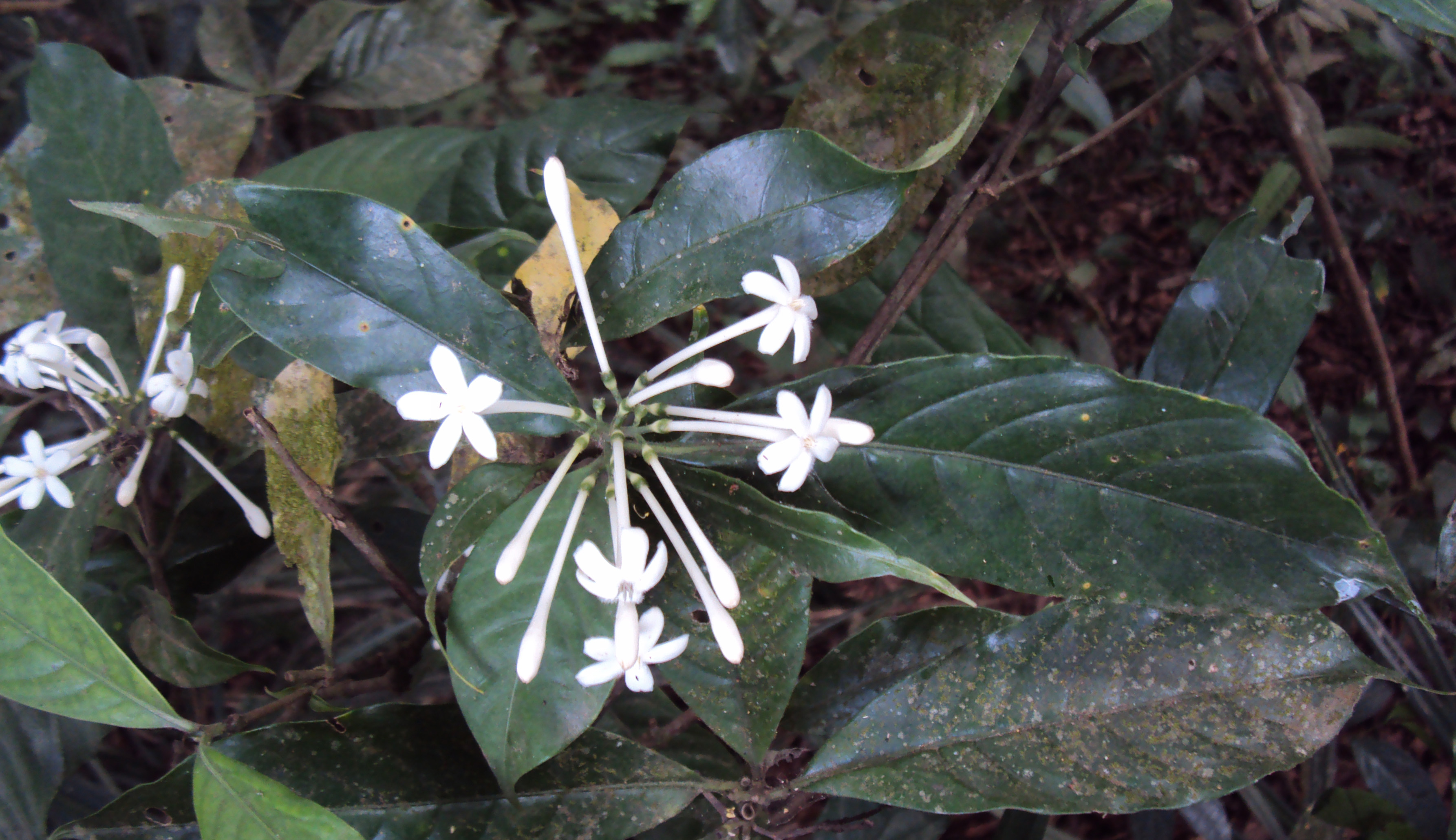
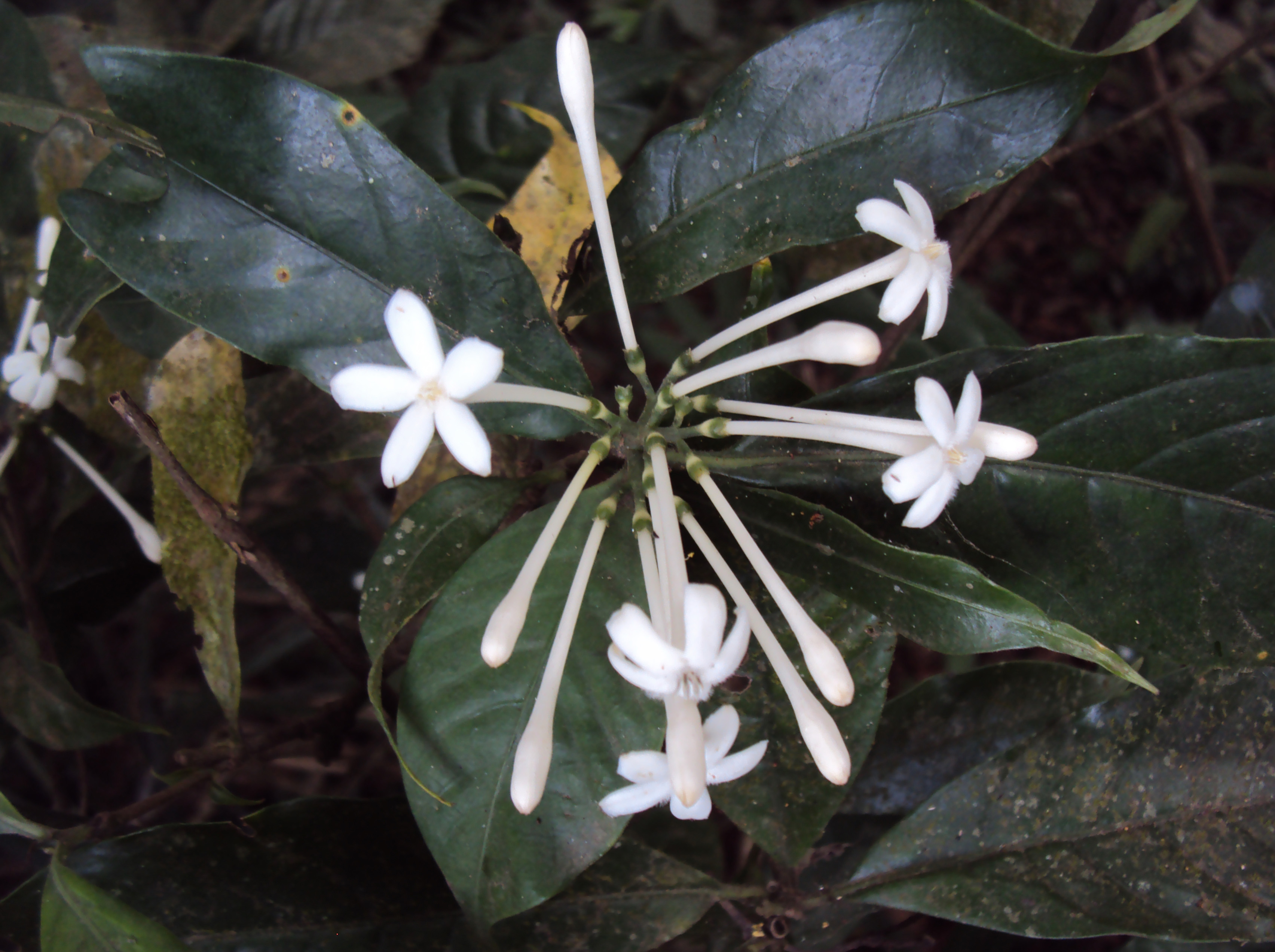
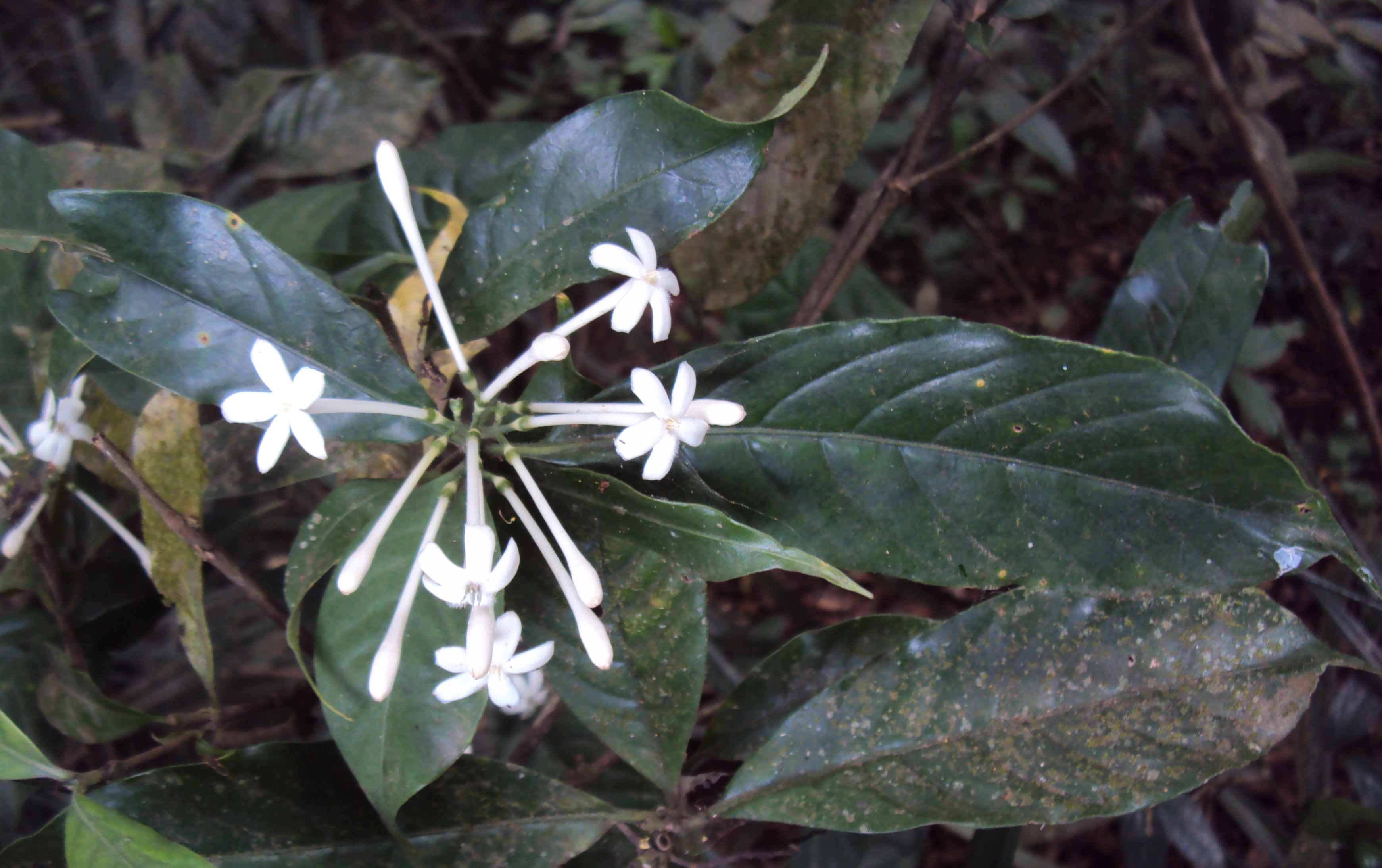
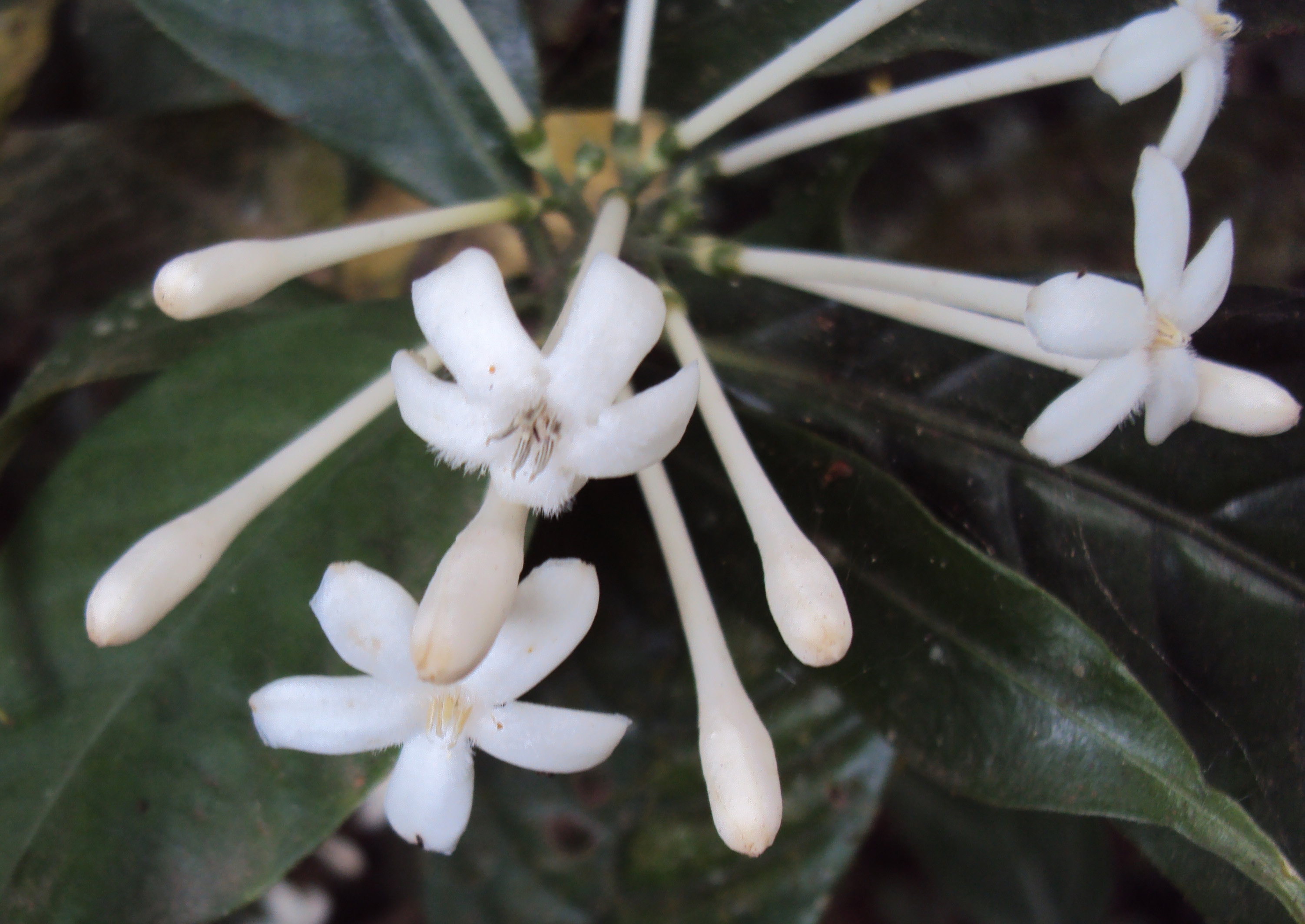